# Birthe Wolter
Pour les articles homonymes, voir Wolter.
Birthe Wolter est une actrice née le 4 octobre 1981 à Cologne en Allemagne. Elle est connue pour avoir joué Laura Heller dans la série télévisée Les Allumeuses (Schulmädchen, 2004-2005). 

## Filmographie

### Séries télévisées
- 1996 : SK-Babies
- 1999 : Une équipe de choc
- 1999 : CityExpress
- 2001 : Un cas pour deux: Liaison maudite : Nina
- 2000 : Die Nesthocker – Familie zu verschenken
- 2000 : Motocops
- 2000 : Großstadtrevier
- 2000 : Mordkommission
- 2001 : Polizeiruf 110
- 2005 : Die Wache
- 2004-2005 : Les Allumeuses (Schulmädchen)
- 2007 : Alles außer Sex
- 2011 : Un cas pour deux - L'affaire Matula (saison 31, épisode 1) : Sabrina Hunger

### Téléfilms
- 1997 : Kleine Einbrecher
- 1998 : Tatort – Bildersturm
- 1999 : Craniumfraktur (court métrage)
- 2000 : Der Superbulle und die Halbstarken
- 2001 : Ich pfeif’ auf schöne Männer
- 2008 : Tatort – In eigener Sache

### Longs-métrages
- 2000 : Flashback – Mörderische Ferien
- 2002 : Terreur.point.com
- 2002 : Letzte Bahn
- 2003 : Le Miracle de Berne
- 2007 : Virus Undead
- 2008 : Ganz nah bei Dir

## Théâtre
- 2004 : Die Unbekannte aus der Seine (Akademiebühne München)
- 2005 : Hamlet oder nicht Hamlet, das ist hier die Frage (Akademiebühne München)
- 2005 : Der Golem (Metropol Thetaer München)
- 2005-2006 : Genua 01 (Resident Theater München)